# 高砂 (相撲)
高砂（たかさご）は、日本相撲協会の年寄名跡のひとつ。その名は播磨国高砂（兵庫県高砂市）の海岸に由来する。代々「浦五郎」が通り名として使われる。

## 高砂の代々
- 代目の太字は、部屋持ち親方。

| 代目 | 引退時しこ名   | 最高位 | 現役時の所属部屋           | 襲名期間                     | 備考                                                      |
| ---- | -------------- | ------ | -------------------------- | ---------------------------- | --------------------------------------------------------- |
| 初代 | 高砂浦五郎     | 前1    | 阿武松-千賀ノ浦-高砂改正組 | 1871年3月-1900年4月（死去）  |                                                           |
| 2代  | 高見山宗五郎   | 関脇   | 高砂改正組-高砂部屋        | 1900年5月-1914年7月（死去）  |                                                           |
| 3代  | 朝潮太郎 (2代) | 大関   | 高砂-佐ノ山-高砂部屋       | 1915年1月-1941年12月（廃業） |                                                           |
| 4代  | 前田山英五郎   | 横綱   | 高砂部屋                   | 1942年1月-1971年8月（死去）  | 二枚鑑札で現役力士と年寄を兼摂                            |
| 5代  | 朝潮太郎 (3代) | 横綱   | 高砂部屋                   | 1971年9月-1988年10月（死去） | 引退後に4代高砂から独立して振分部屋を興していた時期あり   |
| 6代  | 富士錦猛光     | 小結   | 高砂部屋                   | 1988年10月-2002年2月         | 12代若松に名跡変更 一時期名前を「彰伸」としていた時期あり |
| 7代  | 朝潮太郎 (4代) | 大関   | 高砂部屋                   | 2002年2月-2020年11月         | 18代錦島に名跡変更                                        |
| 8代  | 朝赤龍太郎     | 関脇   | 若松-高砂部屋              | 2020年11月-                  |                                                           |